# Gare de Saint-Fargeau
Pour les articles homonymes, voir Saint-Fargeau.
La gare de Saint-Fargeau est une gare ferroviaire française de la ligne de Corbeil-Essonnes à Montereau, située sur les bords de la Seine dans l'ancien village de Saint-Fargeau, sur le territoire de la commune de Saint-Fargeau-Ponthierry, dans le département de Seine-et-Marne en région Île-de-France.
Ouverte en 1897 par la Compagnie des chemins de fer de Paris à Lyon et à la Méditerranée, c'est aujourd'hui une gare de la Société nationale des chemins de fer français (SNCF) desservie par les trains de la ligne D du RER. Elle se situe à une distance de 43,4 km de Paris-Gare de Lyon.

## Situation ferroviaire
La gare de Saint-Fargeau, établie à  50 m d'altitude, est située au point kilométrique (PK) 43,392 de la ligne de Corbeil-Essonnes à Montereau.
Elle constitue le cinquième point d'arrêt de la ligne après la gare du Coudray-Montceaux et précède la gare de Ponthierry - Pringy.

## Histoire

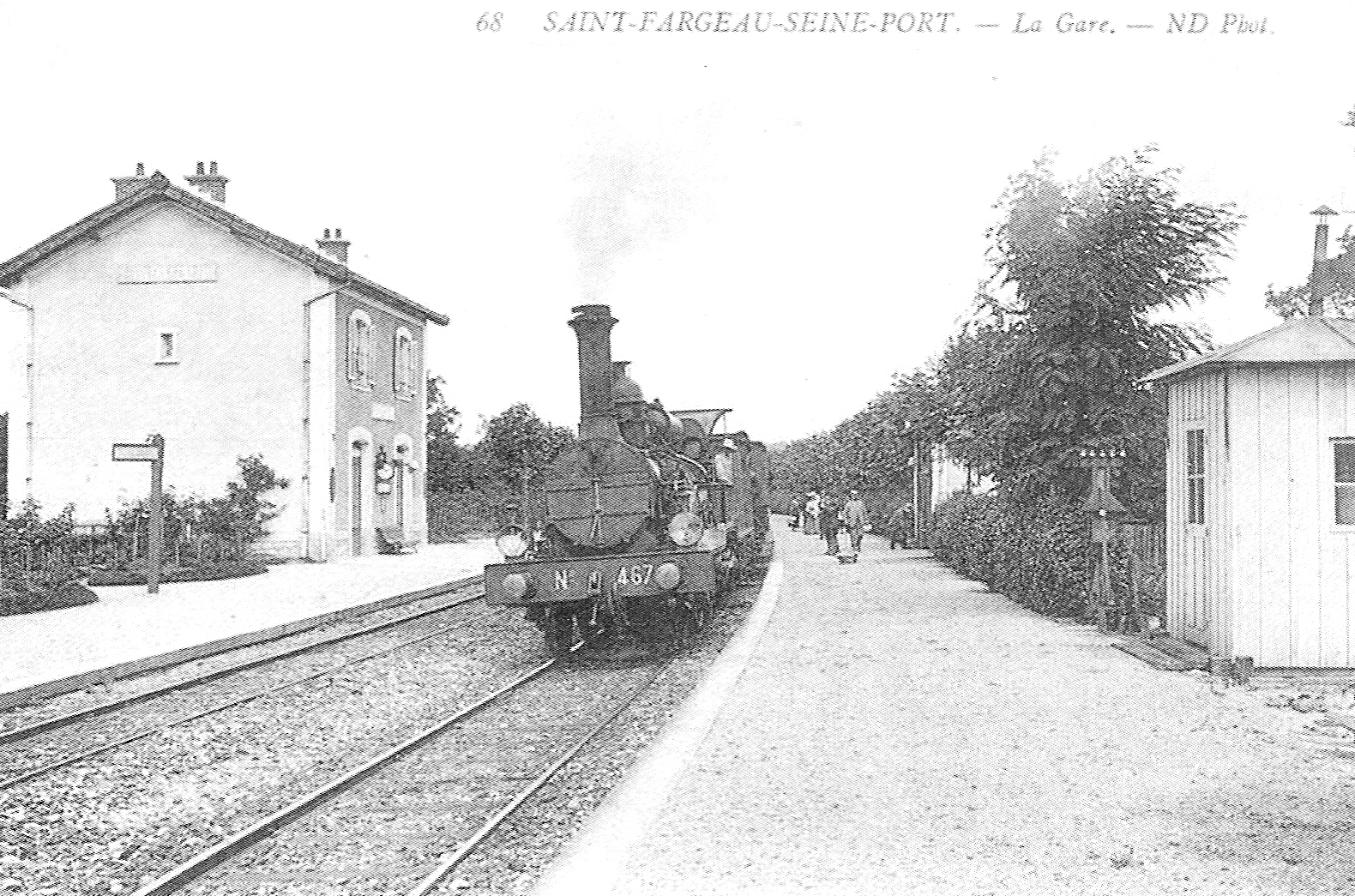
La gare au début du XXe siècle.

La gare de Saint-Fargeau a été ouverte au public en 1897, dès l’inauguration de la ligne de Corbeil à Melun et à Montereau. À cette époque elle portait le nom de « station de Saint-Fargeau - Seine-Port ».
Cette gare est une des cinq gares ou stations historiques de la ligne entre Corbeil et Melun avec les gares de Coudray-Montceaux et Ponthierry - Pringy et les  stations de Villabé et Vosves.
Jusqu'à la mise en service de la partie sud de la ligne D du RER en 1995, les trains desservant la gare de Saint-Fargeau effectuaient des trajets réguliers entre Paris-Gare de Lyon et Melun tous les jours de la semaine, en soirée et jusqu'après minuit. Ce n'est qu'à partir de 1999 que Paris n'a plus été desservie aux heures de pointe en semaine et qu'un système de navettes entre Melun et la gare de Juvisy a été mis en place. Puis, en 2005, les trains de soirée et de nuit ont été remplacés par des cars du réseau Noctilien,.
En 2011, les navettes entre Juvisy et Melun sont principalement assurées par des rames Z 5300, alors qu'aux heures creuses et le weekend, les trains en direction de Paris, et au-delà, sont assurés par des rames Z 20500.
En 2014, selon les estimations de la SNCF, la fréquentation annuelle de la gare est de 102 600 voyageurs.
À partir du mois de décembre 2018, lors de la mise en place du service annuel 2019, la desserte de la gare est modifiée : il n'y a plus d'accès direct vers Paris ; aux heures de pointe, des navettes assurent des liaisons Melun - Corbeil-Essonnes et, aux heures creuses, des navettes assurent des liaisons Melun - Juvisy via Ris-Orangis. Par ailleurs, toutes les rames Z 5300, qui assuraient les navettes Juvisy – Melun  ont été retirées de la ligne.
Au début du mois de septembre 2019, les premières rames Z 57000 sont mises en service sur la liaison Melun - Corbeil-Essonnes - Juvisy (via Ris-Orangis).

## Services voyageurs

### Accueil

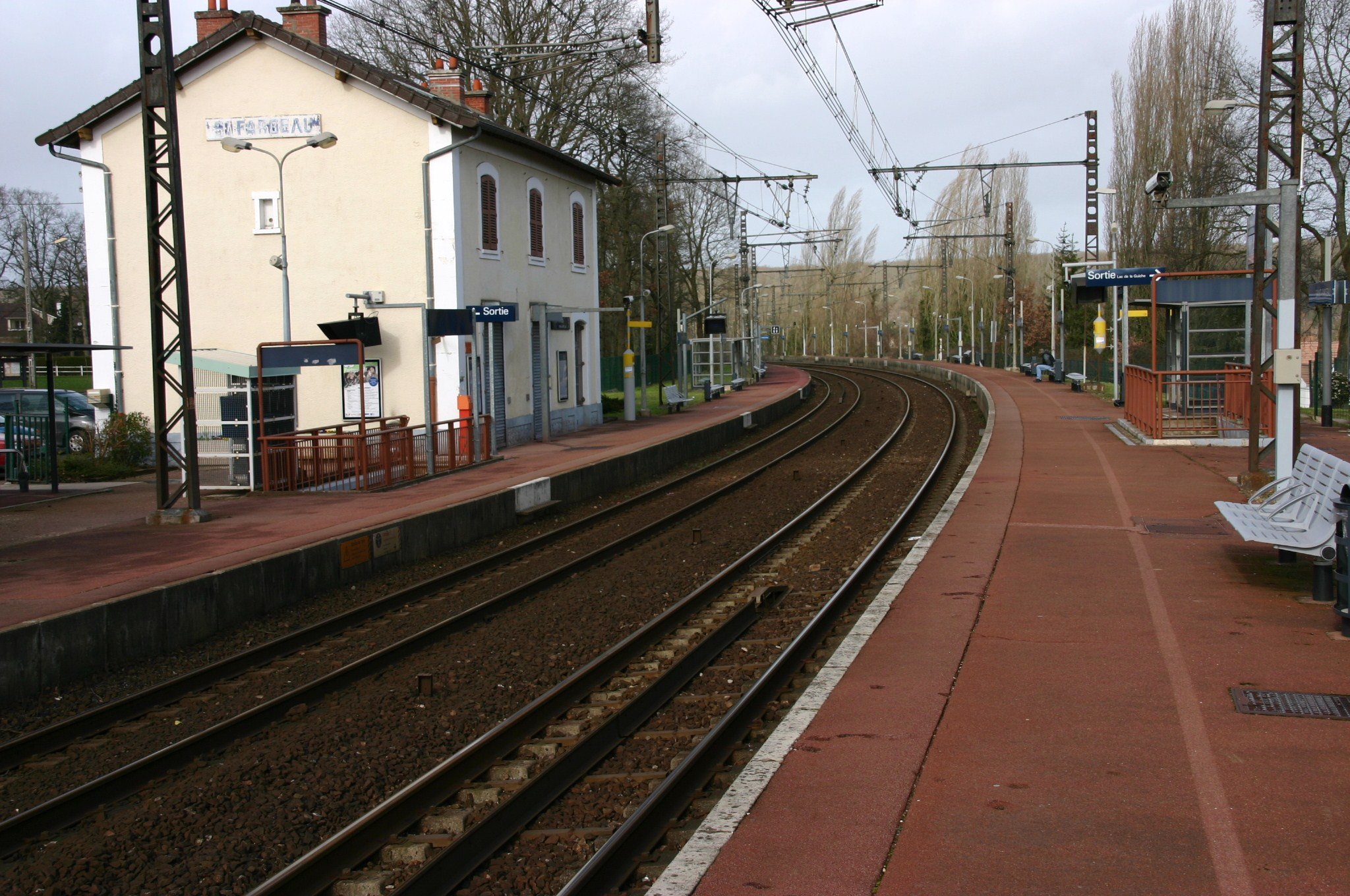
À gauche, la voie 2 en direction de Corbeil-Essonnes. À droite, la voie 1 en direction de Melun

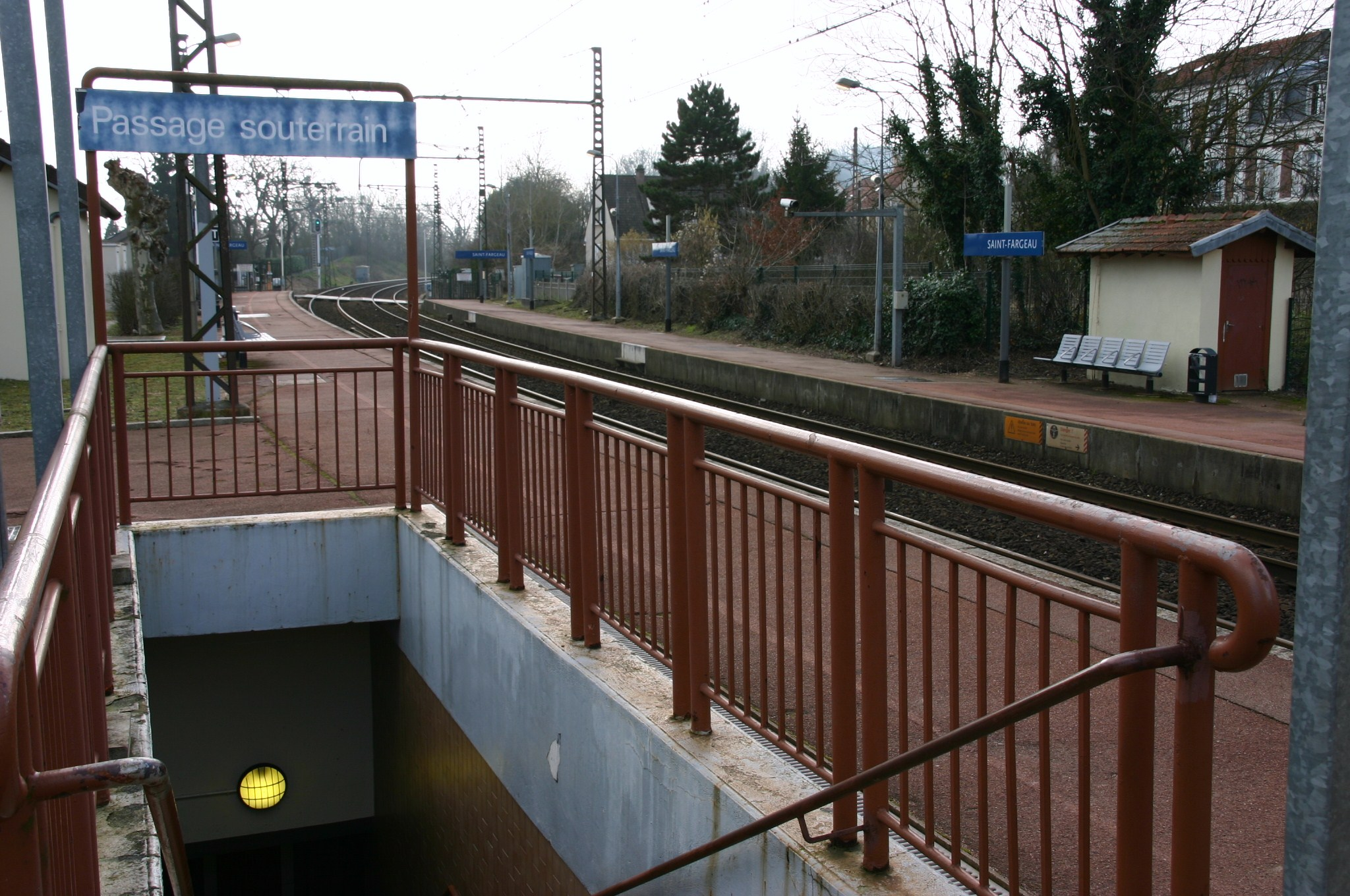
Le passage souterrain de la gare.

La gare de Saint-Fargeau possède un bâtiment voyageurs. Un service commercial y est assuré le matin en semaine. En dehors des heures d'ouverture de la gare, un automate permet la délivrance de titres de transport pour toutes les gares du réseau Transilien.
Chaque quai de la gare est équipé d'un abri voyageurs semi-fermé. Un passage souterrain permet l'accès d'un quai à l'autre.
La gare dispose d'un parking parking auto devant la gare.

### Desserte
La gare est desservie par les trains du RER D. Aux heures de pointe, seules des navettes Juvisy - Corbeil - Melun circulent. Aux heures creuses et le weekend, tous les trains desservent Paris-Gare de Lyon et au-delà vers le nord, selon les missions.
En 2011, les navettes entre Juvisy et Melun sont principalement assurées par des rames Z 5300, alors qu'aux heures creuses et le weekend, les trains en direction de Paris, et au-delà, sont assurés par des rames Z 20500.
Depuis 2005, la gare n'est plus desservie par les trains au départ de Corbeil-Essonnes et de Melun en soirée et la nuit. La ligne 4250 du réseau de bus Évry Centre Essonne assure à la place la desserte des gares entre Corbeil-Essonnes et Melun.

### Intermodalités
La gare est desservie par la ligne 3421 du réseau de bus Fontainebleau - Moret, par le service de transport à la demande « Saint-Fargeau » du réseau de bus du Grand Melun et par le service de soirée 4250 du réseau de bus Évry Centre Essonne.